# Копил Валерій Володимирович
Копил Валерій Володимирович (12 вересня 1957) — український шаховий композитор, гросмейстер України, міжнародний майстер з розв'язування та міжнародний гросмейстер зі складання шахових композицій.

## Біографія
Народився 12 вересня 1957 року в селі Рождєственка Приморського краю Росії. Проживає в м. Полтава.
Першу задачу надрукував у 1981 році. Всього опублікував близько 1600 композицій, з яких більше 320 творів відзначені призами в міжнародних турнірах, в тому числі 120 — першими. Серед складених композицій переважають двоходівки та задачі на зворотний мат. З 2010 року очолює українську комісію з шахової композиції. Зібрав та видав довідник по 25-ти чемпіонатах України з розвязування.

## Звання та титули
- Міжнародний майстер зі складання шахових композицій (2014)
- Гросмейстер України з шахової композиції
- Міжнародний гросмейстер зі складання шахових композицій [Архівовано 26 листопада 2020 у Wayback Machine.] (2020)
- Міжнародний майстер з розв'язування шахових композицій [Архівовано 24 квітня 2019 у Wayback Machine.] (2000)
- Міжнародний арбітр [Архівовано 2 квітня 2019 у Wayback Machine.] (2011)

## Спортивні досягнення
- Віце-чемпіон світу у складі команди України зі складання у 9-му чемпіонаті світу
- 2-е місце на чемпіонаті світу 1998 року з розв'язування в особистому заліку
- 3-е місце на чемпіонаті світу 1998 року з розв'язування в складі команди України
- 1-е місце на чемпіонаті Європи 2011 року з [Архівовано 14 листопада 2021 у Wayback Machine.] розв'язування в складі команди України
- 3-е місце на чемпіонаті Європи 2013 року [Архівовано 14 листопада 2021 у Wayback Machine.] з розв'язування в складі команди України
- 2-е місце 11 чемпіонату світу у складі команди України зі складання у 2022.
- 2-е місце у Кубку ФІДЕ 2020 [Архівовано 8 жовтня 2020 у Wayback Machine.] року з складання шахових задач
- 1-е місце у Кубку ФІДЕ 2021 року.
- Багаторазовий чемпіон України з розв'язування шахових композицій.

## Задачі
|   | a | b | c | d | e | f | g | h |   |
| 8 | c8 білий кінь · e8 чорний кінь · g8 чорна тура · h8 чорна тура · a7 чорний слон · b7 чорний пішак · d7 білий король · e7 білий пішак · g7 білий слон · d6 чорний пішак · f6 чорний пішак · b5 білий пішак · c5 чорний король · h5 чорний пішак · a4 білий ферзь · g4 білий пішак · b3 чорний пішак · c3 білий кінь · b2 білий пішак · e2 білий пішак · d1 чорний слон | c8 білий кінь · e8 чорний кінь · g8 чорна тура · h8 чорна тура · a7 чорний слон · b7 чорний пішак · d7 білий король · e7 білий пішак · g7 білий слон · d6 чорний пішак · f6 чорний пішак · b5 білий пішак · c5 чорний король · h5 чорний пішак · a4 білий ферзь · g4 білий пішак · b3 чорний пішак · c3 білий кінь · b2 білий пішак · e2 білий пішак · d1 чорний слон | c8 білий кінь · e8 чорний кінь · g8 чорна тура · h8 чорна тура · a7 чорний слон · b7 чорний пішак · d7 білий король · e7 білий пішак · g7 білий слон · d6 чорний пішак · f6 чорний пішак · b5 білий пішак · c5 чорний король · h5 чорний пішак · a4 білий ферзь · g4 білий пішак · b3 чорний пішак · c3 білий кінь · b2 білий пішак · e2 білий пішак · d1 чорний слон | c8 білий кінь · e8 чорний кінь · g8 чорна тура · h8 чорна тура · a7 чорний слон · b7 чорний пішак · d7 білий король · e7 білий пішак · g7 білий слон · d6 чорний пішак · f6 чорний пішак · b5 білий пішак · c5 чорний король · h5 чорний пішак · a4 білий ферзь · g4 білий пішак · b3 чорний пішак · c3 білий кінь · b2 білий пішак · e2 білий пішак · d1 чорний слон | c8 білий кінь · e8 чорний кінь · g8 чорна тура · h8 чорна тура · a7 чорний слон · b7 чорний пішак · d7 білий король · e7 білий пішак · g7 білий слон · d6 чорний пішак · f6 чорний пішак · b5 білий пішак · c5 чорний король · h5 чорний пішак · a4 білий ферзь · g4 білий пішак · b3 чорний пішак · c3 білий кінь · b2 білий пішак · e2 білий пішак · d1 чорний слон | c8 білий кінь · e8 чорний кінь · g8 чорна тура · h8 чорна тура · a7 чорний слон · b7 чорний пішак · d7 білий король · e7 білий пішак · g7 білий слон · d6 чорний пішак · f6 чорний пішак · b5 білий пішак · c5 чорний король · h5 чорний пішак · a4 білий ферзь · g4 білий пішак · b3 чорний пішак · c3 білий кінь · b2 білий пішак · e2 білий пішак · d1 чорний слон | c8 білий кінь · e8 чорний кінь · g8 чорна тура · h8 чорна тура · a7 чорний слон · b7 чорний пішак · d7 білий король · e7 білий пішак · g7 білий слон · d6 чорний пішак · f6 чорний пішак · b5 білий пішак · c5 чорний король · h5 чорний пішак · a4 білий ферзь · g4 білий пішак · b3 чорний пішак · c3 білий кінь · b2 білий пішак · e2 білий пішак · d1 чорний слон | c8 білий кінь · e8 чорний кінь · g8 чорна тура · h8 чорна тура · a7 чорний слон · b7 чорний пішак · d7 білий король · e7 білий пішак · g7 білий слон · d6 чорний пішак · f6 чорний пішак · b5 білий пішак · c5 чорний король · h5 чорний пішак · a4 білий ферзь · g4 білий пішак · b3 чорний пішак · c3 білий кінь · b2 білий пішак · e2 білий пішак · d1 чорний слон | 8 |
| 7 | c8 білий кінь · e8 чорний кінь · g8 чорна тура · h8 чорна тура · a7 чорний слон · b7 чорний пішак · d7 білий король · e7 білий пішак · g7 білий слон · d6 чорний пішак · f6 чорний пішак · b5 білий пішак · c5 чорний король · h5 чорний пішак · a4 білий ферзь · g4 білий пішак · b3 чорний пішак · c3 білий кінь · b2 білий пішак · e2 білий пішак · d1 чорний слон | c8 білий кінь · e8 чорний кінь · g8 чорна тура · h8 чорна тура · a7 чорний слон · b7 чорний пішак · d7 білий король · e7 білий пішак · g7 білий слон · d6 чорний пішак · f6 чорний пішак · b5 білий пішак · c5 чорний король · h5 чорний пішак · a4 білий ферзь · g4 білий пішак · b3 чорний пішак · c3 білий кінь · b2 білий пішак · e2 білий пішак · d1 чорний слон | c8 білий кінь · e8 чорний кінь · g8 чорна тура · h8 чорна тура · a7 чорний слон · b7 чорний пішак · d7 білий король · e7 білий пішак · g7 білий слон · d6 чорний пішак · f6 чорний пішак · b5 білий пішак · c5 чорний король · h5 чорний пішак · a4 білий ферзь · g4 білий пішак · b3 чорний пішак · c3 білий кінь · b2 білий пішак · e2 білий пішак · d1 чорний слон | c8 білий кінь · e8 чорний кінь · g8 чорна тура · h8 чорна тура · a7 чорний слон · b7 чорний пішак · d7 білий король · e7 білий пішак · g7 білий слон · d6 чорний пішак · f6 чорний пішак · b5 білий пішак · c5 чорний король · h5 чорний пішак · a4 білий ферзь · g4 білий пішак · b3 чорний пішак · c3 білий кінь · b2 білий пішак · e2 білий пішак · d1 чорний слон | c8 білий кінь · e8 чорний кінь · g8 чорна тура · h8 чорна тура · a7 чорний слон · b7 чорний пішак · d7 білий король · e7 білий пішак · g7 білий слон · d6 чорний пішак · f6 чорний пішак · b5 білий пішак · c5 чорний король · h5 чорний пішак · a4 білий ферзь · g4 білий пішак · b3 чорний пішак · c3 білий кінь · b2 білий пішак · e2 білий пішак · d1 чорний слон | c8 білий кінь · e8 чорний кінь · g8 чорна тура · h8 чорна тура · a7 чорний слон · b7 чорний пішак · d7 білий король · e7 білий пішак · g7 білий слон · d6 чорний пішак · f6 чорний пішак · b5 білий пішак · c5 чорний король · h5 чорний пішак · a4 білий ферзь · g4 білий пішак · b3 чорний пішак · c3 білий кінь · b2 білий пішак · e2 білий пішак · d1 чорний слон | c8 білий кінь · e8 чорний кінь · g8 чорна тура · h8 чорна тура · a7 чорний слон · b7 чорний пішак · d7 білий король · e7 білий пішак · g7 білий слон · d6 чорний пішак · f6 чорний пішак · b5 білий пішак · c5 чорний король · h5 чорний пішак · a4 білий ферзь · g4 білий пішак · b3 чорний пішак · c3 білий кінь · b2 білий пішак · e2 білий пішак · d1 чорний слон | c8 білий кінь · e8 чорний кінь · g8 чорна тура · h8 чорна тура · a7 чорний слон · b7 чорний пішак · d7 білий король · e7 білий пішак · g7 білий слон · d6 чорний пішак · f6 чорний пішак · b5 білий пішак · c5 чорний король · h5 чорний пішак · a4 білий ферзь · g4 білий пішак · b3 чорний пішак · c3 білий кінь · b2 білий пішак · e2 білий пішак · d1 чорний слон | 7 |
| 6 | c8 білий кінь · e8 чорний кінь · g8 чорна тура · h8 чорна тура · a7 чорний слон · b7 чорний пішак · d7 білий король · e7 білий пішак · g7 білий слон · d6 чорний пішак · f6 чорний пішак · b5 білий пішак · c5 чорний король · h5 чорний пішак · a4 білий ферзь · g4 білий пішак · b3 чорний пішак · c3 білий кінь · b2 білий пішак · e2 білий пішак · d1 чорний слон | c8 білий кінь · e8 чорний кінь · g8 чорна тура · h8 чорна тура · a7 чорний слон · b7 чорний пішак · d7 білий король · e7 білий пішак · g7 білий слон · d6 чорний пішак · f6 чорний пішак · b5 білий пішак · c5 чорний король · h5 чорний пішак · a4 білий ферзь · g4 білий пішак · b3 чорний пішак · c3 білий кінь · b2 білий пішак · e2 білий пішак · d1 чорний слон | c8 білий кінь · e8 чорний кінь · g8 чорна тура · h8 чорна тура · a7 чорний слон · b7 чорний пішак · d7 білий король · e7 білий пішак · g7 білий слон · d6 чорний пішак · f6 чорний пішак · b5 білий пішак · c5 чорний король · h5 чорний пішак · a4 білий ферзь · g4 білий пішак · b3 чорний пішак · c3 білий кінь · b2 білий пішак · e2 білий пішак · d1 чорний слон | c8 білий кінь · e8 чорний кінь · g8 чорна тура · h8 чорна тура · a7 чорний слон · b7 чорний пішак · d7 білий король · e7 білий пішак · g7 білий слон · d6 чорний пішак · f6 чорний пішак · b5 білий пішак · c5 чорний король · h5 чорний пішак · a4 білий ферзь · g4 білий пішак · b3 чорний пішак · c3 білий кінь · b2 білий пішак · e2 білий пішак · d1 чорний слон | c8 білий кінь · e8 чорний кінь · g8 чорна тура · h8 чорна тура · a7 чорний слон · b7 чорний пішак · d7 білий король · e7 білий пішак · g7 білий слон · d6 чорний пішак · f6 чорний пішак · b5 білий пішак · c5 чорний король · h5 чорний пішак · a4 білий ферзь · g4 білий пішак · b3 чорний пішак · c3 білий кінь · b2 білий пішак · e2 білий пішак · d1 чорний слон | c8 білий кінь · e8 чорний кінь · g8 чорна тура · h8 чорна тура · a7 чорний слон · b7 чорний пішак · d7 білий король · e7 білий пішак · g7 білий слон · d6 чорний пішак · f6 чорний пішак · b5 білий пішак · c5 чорний король · h5 чорний пішак · a4 білий ферзь · g4 білий пішак · b3 чорний пішак · c3 білий кінь · b2 білий пішак · e2 білий пішак · d1 чорний слон | c8 білий кінь · e8 чорний кінь · g8 чорна тура · h8 чорна тура · a7 чорний слон · b7 чорний пішак · d7 білий король · e7 білий пішак · g7 білий слон · d6 чорний пішак · f6 чорний пішак · b5 білий пішак · c5 чорний король · h5 чорний пішак · a4 білий ферзь · g4 білий пішак · b3 чорний пішак · c3 білий кінь · b2 білий пішак · e2 білий пішак · d1 чорний слон | c8 білий кінь · e8 чорний кінь · g8 чорна тура · h8 чорна тура · a7 чорний слон · b7 чорний пішак · d7 білий король · e7 білий пішак · g7 білий слон · d6 чорний пішак · f6 чорний пішак · b5 білий пішак · c5 чорний король · h5 чорний пішак · a4 білий ферзь · g4 білий пішак · b3 чорний пішак · c3 білий кінь · b2 білий пішак · e2 білий пішак · d1 чорний слон | 6 |
| 5 | c8 білий кінь · e8 чорний кінь · g8 чорна тура · h8 чорна тура · a7 чорний слон · b7 чорний пішак · d7 білий король · e7 білий пішак · g7 білий слон · d6 чорний пішак · f6 чорний пішак · b5 білий пішак · c5 чорний король · h5 чорний пішак · a4 білий ферзь · g4 білий пішак · b3 чорний пішак · c3 білий кінь · b2 білий пішак · e2 білий пішак · d1 чорний слон | c8 білий кінь · e8 чорний кінь · g8 чорна тура · h8 чорна тура · a7 чорний слон · b7 чорний пішак · d7 білий король · e7 білий пішак · g7 білий слон · d6 чорний пішак · f6 чорний пішак · b5 білий пішак · c5 чорний король · h5 чорний пішак · a4 білий ферзь · g4 білий пішак · b3 чорний пішак · c3 білий кінь · b2 білий пішак · e2 білий пішак · d1 чорний слон | c8 білий кінь · e8 чорний кінь · g8 чорна тура · h8 чорна тура · a7 чорний слон · b7 чорний пішак · d7 білий король · e7 білий пішак · g7 білий слон · d6 чорний пішак · f6 чорний пішак · b5 білий пішак · c5 чорний король · h5 чорний пішак · a4 білий ферзь · g4 білий пішак · b3 чорний пішак · c3 білий кінь · b2 білий пішак · e2 білий пішак · d1 чорний слон | c8 білий кінь · e8 чорний кінь · g8 чорна тура · h8 чорна тура · a7 чорний слон · b7 чорний пішак · d7 білий король · e7 білий пішак · g7 білий слон · d6 чорний пішак · f6 чорний пішак · b5 білий пішак · c5 чорний король · h5 чорний пішак · a4 білий ферзь · g4 білий пішак · b3 чорний пішак · c3 білий кінь · b2 білий пішак · e2 білий пішак · d1 чорний слон | c8 білий кінь · e8 чорний кінь · g8 чорна тура · h8 чорна тура · a7 чорний слон · b7 чорний пішак · d7 білий король · e7 білий пішак · g7 білий слон · d6 чорний пішак · f6 чорний пішак · b5 білий пішак · c5 чорний король · h5 чорний пішак · a4 білий ферзь · g4 білий пішак · b3 чорний пішак · c3 білий кінь · b2 білий пішак · e2 білий пішак · d1 чорний слон | c8 білий кінь · e8 чорний кінь · g8 чорна тура · h8 чорна тура · a7 чорний слон · b7 чорний пішак · d7 білий король · e7 білий пішак · g7 білий слон · d6 чорний пішак · f6 чорний пішак · b5 білий пішак · c5 чорний король · h5 чорний пішак · a4 білий ферзь · g4 білий пішак · b3 чорний пішак · c3 білий кінь · b2 білий пішак · e2 білий пішак · d1 чорний слон | c8 білий кінь · e8 чорний кінь · g8 чорна тура · h8 чорна тура · a7 чорний слон · b7 чорний пішак · d7 білий король · e7 білий пішак · g7 білий слон · d6 чорний пішак · f6 чорний пішак · b5 білий пішак · c5 чорний король · h5 чорний пішак · a4 білий ферзь · g4 білий пішак · b3 чорний пішак · c3 білий кінь · b2 білий пішак · e2 білий пішак · d1 чорний слон | c8 білий кінь · e8 чорний кінь · g8 чорна тура · h8 чорна тура · a7 чорний слон · b7 чорний пішак · d7 білий король · e7 білий пішак · g7 білий слон · d6 чорний пішак · f6 чорний пішак · b5 білий пішак · c5 чорний король · h5 чорний пішак · a4 білий ферзь · g4 білий пішак · b3 чорний пішак · c3 білий кінь · b2 білий пішак · e2 білий пішак · d1 чорний слон | 5 |
| 4 | c8 білий кінь · e8 чорний кінь · g8 чорна тура · h8 чорна тура · a7 чорний слон · b7 чорний пішак · d7 білий король · e7 білий пішак · g7 білий слон · d6 чорний пішак · f6 чорний пішак · b5 білий пішак · c5 чорний король · h5 чорний пішак · a4 білий ферзь · g4 білий пішак · b3 чорний пішак · c3 білий кінь · b2 білий пішак · e2 білий пішак · d1 чорний слон | c8 білий кінь · e8 чорний кінь · g8 чорна тура · h8 чорна тура · a7 чорний слон · b7 чорний пішак · d7 білий король · e7 білий пішак · g7 білий слон · d6 чорний пішак · f6 чорний пішак · b5 білий пішак · c5 чорний король · h5 чорний пішак · a4 білий ферзь · g4 білий пішак · b3 чорний пішак · c3 білий кінь · b2 білий пішак · e2 білий пішак · d1 чорний слон | c8 білий кінь · e8 чорний кінь · g8 чорна тура · h8 чорна тура · a7 чорний слон · b7 чорний пішак · d7 білий король · e7 білий пішак · g7 білий слон · d6 чорний пішак · f6 чорний пішак · b5 білий пішак · c5 чорний король · h5 чорний пішак · a4 білий ферзь · g4 білий пішак · b3 чорний пішак · c3 білий кінь · b2 білий пішак · e2 білий пішак · d1 чорний слон | c8 білий кінь · e8 чорний кінь · g8 чорна тура · h8 чорна тура · a7 чорний слон · b7 чорний пішак · d7 білий король · e7 білий пішак · g7 білий слон · d6 чорний пішак · f6 чорний пішак · b5 білий пішак · c5 чорний король · h5 чорний пішак · a4 білий ферзь · g4 білий пішак · b3 чорний пішак · c3 білий кінь · b2 білий пішак · e2 білий пішак · d1 чорний слон | c8 білий кінь · e8 чорний кінь · g8 чорна тура · h8 чорна тура · a7 чорний слон · b7 чорний пішак · d7 білий король · e7 білий пішак · g7 білий слон · d6 чорний пішак · f6 чорний пішак · b5 білий пішак · c5 чорний король · h5 чорний пішак · a4 білий ферзь · g4 білий пішак · b3 чорний пішак · c3 білий кінь · b2 білий пішак · e2 білий пішак · d1 чорний слон | c8 білий кінь · e8 чорний кінь · g8 чорна тура · h8 чорна тура · a7 чорний слон · b7 чорний пішак · d7 білий король · e7 білий пішак · g7 білий слон · d6 чорний пішак · f6 чорний пішак · b5 білий пішак · c5 чорний король · h5 чорний пішак · a4 білий ферзь · g4 білий пішак · b3 чорний пішак · c3 білий кінь · b2 білий пішак · e2 білий пішак · d1 чорний слон | c8 білий кінь · e8 чорний кінь · g8 чорна тура · h8 чорна тура · a7 чорний слон · b7 чорний пішак · d7 білий король · e7 білий пішак · g7 білий слон · d6 чорний пішак · f6 чорний пішак · b5 білий пішак · c5 чорний король · h5 чорний пішак · a4 білий ферзь · g4 білий пішак · b3 чорний пішак · c3 білий кінь · b2 білий пішак · e2 білий пішак · d1 чорний слон | c8 білий кінь · e8 чорний кінь · g8 чорна тура · h8 чорна тура · a7 чорний слон · b7 чорний пішак · d7 білий король · e7 білий пішак · g7 білий слон · d6 чорний пішак · f6 чорний пішак · b5 білий пішак · c5 чорний король · h5 чорний пішак · a4 білий ферзь · g4 білий пішак · b3 чорний пішак · c3 білий кінь · b2 білий пішак · e2 білий пішак · d1 чорний слон | 4 |
| 3 | c8 білий кінь · e8 чорний кінь · g8 чорна тура · h8 чорна тура · a7 чорний слон · b7 чорний пішак · d7 білий король · e7 білий пішак · g7 білий слон · d6 чорний пішак · f6 чорний пішак · b5 білий пішак · c5 чорний король · h5 чорний пішак · a4 білий ферзь · g4 білий пішак · b3 чорний пішак · c3 білий кінь · b2 білий пішак · e2 білий пішак · d1 чорний слон | c8 білий кінь · e8 чорний кінь · g8 чорна тура · h8 чорна тура · a7 чорний слон · b7 чорний пішак · d7 білий король · e7 білий пішак · g7 білий слон · d6 чорний пішак · f6 чорний пішак · b5 білий пішак · c5 чорний король · h5 чорний пішак · a4 білий ферзь · g4 білий пішак · b3 чорний пішак · c3 білий кінь · b2 білий пішак · e2 білий пішак · d1 чорний слон | c8 білий кінь · e8 чорний кінь · g8 чорна тура · h8 чорна тура · a7 чорний слон · b7 чорний пішак · d7 білий король · e7 білий пішак · g7 білий слон · d6 чорний пішак · f6 чорний пішак · b5 білий пішак · c5 чорний король · h5 чорний пішак · a4 білий ферзь · g4 білий пішак · b3 чорний пішак · c3 білий кінь · b2 білий пішак · e2 білий пішак · d1 чорний слон | c8 білий кінь · e8 чорний кінь · g8 чорна тура · h8 чорна тура · a7 чорний слон · b7 чорний пішак · d7 білий король · e7 білий пішак · g7 білий слон · d6 чорний пішак · f6 чорний пішак · b5 білий пішак · c5 чорний король · h5 чорний пішак · a4 білий ферзь · g4 білий пішак · b3 чорний пішак · c3 білий кінь · b2 білий пішак · e2 білий пішак · d1 чорний слон | c8 білий кінь · e8 чорний кінь · g8 чорна тура · h8 чорна тура · a7 чорний слон · b7 чорний пішак · d7 білий король · e7 білий пішак · g7 білий слон · d6 чорний пішак · f6 чорний пішак · b5 білий пішак · c5 чорний король · h5 чорний пішак · a4 білий ферзь · g4 білий пішак · b3 чорний пішак · c3 білий кінь · b2 білий пішак · e2 білий пішак · d1 чорний слон | c8 білий кінь · e8 чорний кінь · g8 чорна тура · h8 чорна тура · a7 чорний слон · b7 чорний пішак · d7 білий король · e7 білий пішак · g7 білий слон · d6 чорний пішак · f6 чорний пішак · b5 білий пішак · c5 чорний король · h5 чорний пішак · a4 білий ферзь · g4 білий пішак · b3 чорний пішак · c3 білий кінь · b2 білий пішак · e2 білий пішак · d1 чорний слон | c8 білий кінь · e8 чорний кінь · g8 чорна тура · h8 чорна тура · a7 чорний слон · b7 чорний пішак · d7 білий король · e7 білий пішак · g7 білий слон · d6 чорний пішак · f6 чорний пішак · b5 білий пішак · c5 чорний король · h5 чорний пішак · a4 білий ферзь · g4 білий пішак · b3 чорний пішак · c3 білий кінь · b2 білий пішак · e2 білий пішак · d1 чорний слон | c8 білий кінь · e8 чорний кінь · g8 чорна тура · h8 чорна тура · a7 чорний слон · b7 чорний пішак · d7 білий король · e7 білий пішак · g7 білий слон · d6 чорний пішак · f6 чорний пішак · b5 білий пішак · c5 чорний король · h5 чорний пішак · a4 білий ферзь · g4 білий пішак · b3 чорний пішак · c3 білий кінь · b2 білий пішак · e2 білий пішак · d1 чорний слон | 3 |
| 2 | c8 білий кінь · e8 чорний кінь · g8 чорна тура · h8 чорна тура · a7 чорний слон · b7 чорний пішак · d7 білий король · e7 білий пішак · g7 білий слон · d6 чорний пішак · f6 чорний пішак · b5 білий пішак · c5 чорний король · h5 чорний пішак · a4 білий ферзь · g4 білий пішак · b3 чорний пішак · c3 білий кінь · b2 білий пішак · e2 білий пішак · d1 чорний слон | c8 білий кінь · e8 чорний кінь · g8 чорна тура · h8 чорна тура · a7 чорний слон · b7 чорний пішак · d7 білий король · e7 білий пішак · g7 білий слон · d6 чорний пішак · f6 чорний пішак · b5 білий пішак · c5 чорний король · h5 чорний пішак · a4 білий ферзь · g4 білий пішак · b3 чорний пішак · c3 білий кінь · b2 білий пішак · e2 білий пішак · d1 чорний слон | c8 білий кінь · e8 чорний кінь · g8 чорна тура · h8 чорна тура · a7 чорний слон · b7 чорний пішак · d7 білий король · e7 білий пішак · g7 білий слон · d6 чорний пішак · f6 чорний пішак · b5 білий пішак · c5 чорний король · h5 чорний пішак · a4 білий ферзь · g4 білий пішак · b3 чорний пішак · c3 білий кінь · b2 білий пішак · e2 білий пішак · d1 чорний слон | c8 білий кінь · e8 чорний кінь · g8 чорна тура · h8 чорна тура · a7 чорний слон · b7 чорний пішак · d7 білий король · e7 білий пішак · g7 білий слон · d6 чорний пішак · f6 чорний пішак · b5 білий пішак · c5 чорний король · h5 чорний пішак · a4 білий ферзь · g4 білий пішак · b3 чорний пішак · c3 білий кінь · b2 білий пішак · e2 білий пішак · d1 чорний слон | c8 білий кінь · e8 чорний кінь · g8 чорна тура · h8 чорна тура · a7 чорний слон · b7 чорний пішак · d7 білий король · e7 білий пішак · g7 білий слон · d6 чорний пішак · f6 чорний пішак · b5 білий пішак · c5 чорний король · h5 чорний пішак · a4 білий ферзь · g4 білий пішак · b3 чорний пішак · c3 білий кінь · b2 білий пішак · e2 білий пішак · d1 чорний слон | c8 білий кінь · e8 чорний кінь · g8 чорна тура · h8 чорна тура · a7 чорний слон · b7 чорний пішак · d7 білий король · e7 білий пішак · g7 білий слон · d6 чорний пішак · f6 чорний пішак · b5 білий пішак · c5 чорний король · h5 чорний пішак · a4 білий ферзь · g4 білий пішак · b3 чорний пішак · c3 білий кінь · b2 білий пішак · e2 білий пішак · d1 чорний слон | c8 білий кінь · e8 чорний кінь · g8 чорна тура · h8 чорна тура · a7 чорний слон · b7 чорний пішак · d7 білий король · e7 білий пішак · g7 білий слон · d6 чорний пішак · f6 чорний пішак · b5 білий пішак · c5 чорний король · h5 чорний пішак · a4 білий ферзь · g4 білий пішак · b3 чорний пішак · c3 білий кінь · b2 білий пішак · e2 білий пішак · d1 чорний слон | c8 білий кінь · e8 чорний кінь · g8 чорна тура · h8 чорна тура · a7 чорний слон · b7 чорний пішак · d7 білий король · e7 білий пішак · g7 білий слон · d6 чорний пішак · f6 чорний пішак · b5 білий пішак · c5 чорний король · h5 чорний пішак · a4 білий ферзь · g4 білий пішак · b3 чорний пішак · c3 білий кінь · b2 білий пішак · e2 білий пішак · d1 чорний слон | 2 |
| 1 | c8 білий кінь · e8 чорний кінь · g8 чорна тура · h8 чорна тура · a7 чорний слон · b7 чорний пішак · d7 білий король · e7 білий пішак · g7 білий слон · d6 чорний пішак · f6 чорний пішак · b5 білий пішак · c5 чорний король · h5 чорний пішак · a4 білий ферзь · g4 білий пішак · b3 чорний пішак · c3 білий кінь · b2 білий пішак · e2 білий пішак · d1 чорний слон | c8 білий кінь · e8 чорний кінь · g8 чорна тура · h8 чорна тура · a7 чорний слон · b7 чорний пішак · d7 білий король · e7 білий пішак · g7 білий слон · d6 чорний пішак · f6 чорний пішак · b5 білий пішак · c5 чорний король · h5 чорний пішак · a4 білий ферзь · g4 білий пішак · b3 чорний пішак · c3 білий кінь · b2 білий пішак · e2 білий пішак · d1 чорний слон | c8 білий кінь · e8 чорний кінь · g8 чорна тура · h8 чорна тура · a7 чорний слон · b7 чорний пішак · d7 білий король · e7 білий пішак · g7 білий слон · d6 чорний пішак · f6 чорний пішак · b5 білий пішак · c5 чорний король · h5 чорний пішак · a4 білий ферзь · g4 білий пішак · b3 чорний пішак · c3 білий кінь · b2 білий пішак · e2 білий пішак · d1 чорний слон | c8 білий кінь · e8 чорний кінь · g8 чорна тура · h8 чорна тура · a7 чорний слон · b7 чорний пішак · d7 білий король · e7 білий пішак · g7 білий слон · d6 чорний пішак · f6 чорний пішак · b5 білий пішак · c5 чорний король · h5 чорний пішак · a4 білий ферзь · g4 білий пішак · b3 чорний пішак · c3 білий кінь · b2 білий пішак · e2 білий пішак · d1 чорний слон | c8 білий кінь · e8 чорний кінь · g8 чорна тура · h8 чорна тура · a7 чорний слон · b7 чорний пішак · d7 білий король · e7 білий пішак · g7 білий слон · d6 чорний пішак · f6 чорний пішак · b5 білий пішак · c5 чорний король · h5 чорний пішак · a4 білий ферзь · g4 білий пішак · b3 чорний пішак · c3 білий кінь · b2 білий пішак · e2 білий пішак · d1 чорний слон | c8 білий кінь · e8 чорний кінь · g8 чорна тура · h8 чорна тура · a7 чорний слон · b7 чорний пішак · d7 білий король · e7 білий пішак · g7 білий слон · d6 чорний пішак · f6 чорний пішак · b5 білий пішак · c5 чорний король · h5 чорний пішак · a4 білий ферзь · g4 білий пішак · b3 чорний пішак · c3 білий кінь · b2 білий пішак · e2 білий пішак · d1 чорний слон | c8 білий кінь · e8 чорний кінь · g8 чорна тура · h8 чорна тура · a7 чорний слон · b7 чорний пішак · d7 білий король · e7 білий пішак · g7 білий слон · d6 чорний пішак · f6 чорний пішак · b5 білий пішак · c5 чорний король · h5 чорний пішак · a4 білий ферзь · g4 білий пішак · b3 чорний пішак · c3 білий кінь · b2 білий пішак · e2 білий пішак · d1 чорний слон | c8 білий кінь · e8 чорний кінь · g8 чорна тура · h8 чорна тура · a7 чорний слон · b7 чорний пішак · d7 білий король · e7 білий пішак · g7 білий слон · d6 чорний пішак · f6 чорний пішак · b5 білий пішак · c5 чорний король · h5 чорний пішак · a4 білий ферзь · g4 білий пішак · b3 чорний пішак · c3 білий кінь · b2 білий пішак · e2 білий пішак · d1 чорний слон | 1 |
|   | a | b | c | d | e | f | g | h |   |

1.b6! ~ 2.Db5+ Kd4 3.Dd3+ Kс5 4.Dd5+ Kb4 5.Db5#
1… Sc7 2.Se4+ Kd5 3.S: f6+ Kс5 4.Se4+ Kd5 5.Dd4#
1… L: е2 2.S: е2 ~ 3.Dd4+ Kb5 4.SсЗ+ Kа5(а6) 5.Da4#
Тема повернення білих фігур у трьох тематичних варіантах реалізована чотири рази у грі ферзя та коня.